# Ernest Fauque de Jonquières
Ernest Jean Philippe Fauque de Jonquières (1820-1901) va ser un militar i matemàtic francès.

## Vida i Obra
Fill d'un recaptador d'imposts, tan ell com els seus germans, Amable-André i Elzéar-Paul, van estudiar a l'Escola Naval Militar de Brest. El seu fill, Marie Pierre Eugène, també va ser un notable almirall.
Durant la Guerra francoprussiana va ser comandant del cuirassat La Gauloise. El 1879 va obtenir el rang de vicealmirall i va ser nomenat prefecte de Rochefort i després director de material de la flota al ministeri de Marina. Quan es va retirar el 1885 era director del dipòsit de planells de la marina.
La seva obra matemàtica es va centrar preferentment en la geometria i, més concretament, en les corbes i superfícies algebraiques, descobrint les transformacions birracionals abans que Luigi Cremona.